# 神鵰俠侶 (1998年新加坡電視劇)
《神鵰俠侶》（英語：The Return of the Condor Heroes）是根據金庸同名武俠小說改編的電視連續劇，新加坡電視機構製作，1998年6月2日至7月27日晚上九點鐘於新視第8波道首播。

## 劇情變動
1.楊過口頭禪：天不怕地不怕，我是逢凶化;因此初遇郭靖夫婦是自稱逢凶化 （最後一集時這口頭禪被郭襄繼承）
2.李莫愁主題曲「邁陂塘」從頭到尾用念的，沒唱過
3.小龍女沒被歐陽鋒點穴，歐陽鋒父子去練功時，龍自己練功練到僵癱才被尹侵
4.李莫愁跟武三通鬧陸展元婚禮，出手制止的是一燈不是天龍寺高僧
5.小楊過還沒中毒前就遇到歐陽瘋了
6.黃藥師救程英時以真面目示人，原作則是青袍怪客
7.楊過提出在寒玉床練玉女心經，結果兩人練到吐血才發現不行;原作並未實驗，  小龍女就知道這方法不可行
8.公孫止武器只剩金刀
9.達爾巴中移魂大法後，楊過自稱是他大師兄;原著中楊學達藏語等等鋪陳大師兄的事一概沒有
10.小龍女學會左右互搏殺上重陽宮時，只用「一把劍」（但後來打公孫止是兩把）
11.黃蓉鬥李莫愁時，用的道具是竹陣;原作是棘藤
12.李莫愁激黃蓉收棒後，自己還是照樣用拂塵，基本上沒什麼對掌
13.霍都混進丐幫的事，早就跟金輪和達爾巴報告過
14.蒙古陣營沒有馬光佐和尹克西，集中劇情給瀟湘子和尼摩星，尼摩星武器改為鞭子   裘千尺在婚禮出現時，推測他是裘千仞的人改為金輪
15.李莫愁入絕情谷後武器還是拂塵;原作已改為長劍
16.公孫止救了小龍女之後，綠萼和龍交情還不錯;原作僅綠萼不喜父親再婚 17.楊龍失散後，小龍女到過華山，有看到楊為西毒北丐立的墳
18.公孫止對小龍女灌酒，想趁機吃了她，結果被周伯通攪局
19.霍都醉心武學，對侵宋沒什麼興趣，跟忽必烈不知什麼原因不合
20.劇情中段，洪凌波有一個情人，也失身了，後來男的被李莫愁所殺，但嫁禍給程陸   最後在情花坳，洪問出事實才被李殺掉
21.小龍女和慈恩比輕功，是周伯通每隔一段距離推她一掌;原作是龍休息後才贏
22.裘千尺用棗核釘射郭芙時，楊過是用玄鐵劍擋的;但後來黃蓉不知哪來的斷劍頭可用
23.裘千尺破公孫止的閉穴功是用「膻中解穴散」，楊過則因情花毒而不受影響
24.劇情後段金輪潛入古墓習得九陰真經和玉女心經
25.慈恩誤闖金輪練功範圍，擋了金輪一招，然後被金輪纏著比武，始終沒答應，後來被打   成重傷，是一燈出現用獅子吼相救，金輪跟達爾巴就溜了;楊過和郭襄是聽到獅子吼才   知道一燈在黑龍潭附近
26.楊過以銷魂掌試黃藥師，打到三掌相抵;原著是隔著蒙古武士打皮球
27.找柯鎮惡麻煩的只剩沙通天，彭連虎等人刪除
28.瑛姑和一燈沒去絕情谷，所以金輪只跟周伯通打，黃藥師出來撿尾刀
29.郭襄跳崖時，楊過已和小龍女團聚，所以郭襄沒見到楊
30.蒙哥未出場，後段蒙古軍主將還是忽必烈，也沒被楊過打死
31.金輪學九陰和玉女時，被楊過發現，拿達爾巴當擋箭牌後落跑，達爾巴因此離開中原   與金輪斷絕關係
32.郭芙一直覺得自己對不起楊過，16年後自願要還一條手，不過楊龍原諒她
33.襄陽大戰金輪假死，後來找到楊過與其比武，楊過重傷後爆氣用銷魂掌，金輪死前仍然   悔恨沒衣缽傳人，郭襄收下金輪的佛珠
34.最後去華山掃墓的只有楊龍襄，所以也沒閒聊聊出新五絕的部份
35.大勝關英雄大會的丐幫聚會，楊過有當丐幫眾人前說出西毒北丐死訊
36.小龍女跳崖前的留言，是用手寫的;原作用劍刻
37.藏半枚絕情丹的地方在某機關牆內;原作則是大廳磚下

## 播出時間

### 首播
| 頻道         | 電視台                   | 所在地 | 播映日期                    | 播出時間                              |
| ------------ | ------------------------ | ------ | --------------------------- | ------------------------------------- |
| 新視第8波道  | 新加坡電視機構           | 新加坡 | 1998年6月2日至1998年7月27日 | 週一至週五 新加坡時間晚上21:00至22:00 |
| 新視國際頻道 | 臺灣新視國際股份有限公司 | 臺灣   | 1998年6月2日至1998年7月27日 | 週一至週五 臺灣時間晚上19:00至20:00   |

## 角色

### 主角成員
| 演員   | 角色   |
| 李銘順 | 楊過   |
| 范文芳 | 小龍女 |
| 朱厚任 | 郭靖   |
| 何詠芳 | 黃蓉   |

### 其他角色成員
| 演員    | 角色     |
| 陳毓芸  | 陸無雙   |
| 宋清清  | 程英     |
| 陳澍承  | 黃藥師   |
| 劉謙益  | 歐陽鋒   |
| 潘玲玲  | 李莫愁   |
| 許美鑒  | 洪凌波   |
| 李南星  | 陸立鼎   |
| 鄭惠玉  | 陸二娘   |
| 陳國華  | 魯有腳   |
| 黃淑韻  | 傻姑     |
| 林偉文  | 尹志平   |
| 梁維東  | 趙志敬   |
| 朱秀鳳  | 裘千尺   |
| 黃世南  | 公孫止   |
| 曾思佩  | 孫婆婆   |
| 何志健  | 郭破虜   |
| 沈依靈  | 公孫綠萼 |
| 梁田    | 一燈大師 |
| 葉世品  | 慈恩     |
| 李海傑  | 丘處機   |
| 余家倫  | 郝大通   |
| 劉鈴鈴  | 完顏萍   |
| 許德才  | 甘青     |
| 姚文龍  | 耶律齊   |
| 徐绮    | 耶律燕   |
| 雲昌湊  | 大頭鬼   |
| GEORGIE | 馮默風   |
| 鄭各評  | 金輪法王 |
| 吳開深  | 忽必烈   |
| 丁嵐    | 武三娘   |
| 朱玉葉  | 瑛姑     |
| 鍾樹榮  | 尼摩星   |
| 鄭文    | 瀟湘子   |
| 陳秀麗  | 郭芙     |
| 林湘萍  | 郭襄     |
| 麥皓為  | 周伯通   |
| 楊越    | 洪七公   |
| 唐琥    | 柯鎮惡   |
| 戴鵬    | 樊一翁   |
| 沈傾掞  | 霍 都    |
| 傅友明  | 朱子柳   |
| 黃國良  | 武修文   |
| 黃友祥  | 武敦儒   |
| 嚴丙量  | 武三通   |
| 楊添福  | 達爾巴   |

## 主題曲
片頭曲：〈預言〉
主唱：范文芳、張宇
作詞：林夕
作曲：林智強
片尾曲：〈示情〉
主唱：范文芳
作詞：厲曼婷
作曲：柯貴民

## 外部連結
- 互联网电影数据库（IMDb）上《神鵰俠侶》的资料（英文）

| 新加坡 新視第8波道 （星期一到星期五 21:00到22:00）節目 | 新加坡 新視第8波道 （星期一到星期五 21:00到22:00）節目 | 新加坡 新視第8波道 （星期一到星期五 21:00到22:00）節目 |
| ------------------------------------------------------ | ------------------------------------------------------ | ------------------------------------------------------ |
|                                                        | 神鵰俠侶 （1998年6月2日-1998年7月27日）                |                                                        |
| 豪门奇骗 （1998年4月27日-1998年5月29日）               | 刑事235 （1998年7月28日-1998年8月24日）                |                                                        |